# 袁见龙
袁见龙（?—1621年），明朝贵州威远（今遵义一带）人。万历三十七年（公元1609年）武举人。為土城千户。後來成為总兵刘綎幕下。万历四十六年（1618年），從经略杨镐赴辽。次年（1619年）劉綎战死，见龙升都司。天启元年（1621年），清兵攻沈阳，袁应泰命袁见龙、陳策、童仲揆等驰救。清兵猛攻，桥北军败。袁见龙夺桥西奔，带领残军俱走入浙营，继续坚持作战。清兵層層包围，见龙拼死抵抗。不久被清軍亂箭射殺。乾隆年間，赐烈愍。